# 利休にたずねよ
『利休にたずねよ』（りきゅうにたずねよ）は、山本兼一による日本の時代小説。月刊『歴史街道』（PHP研究所）に2006年7月号から2008年6月号まで連載、同年10月に同社で刊行。PHP文芸文庫（2010年10月）と文春文庫（2018年8月）で文庫再刊。第140回直木三十五賞受賞作。
茶道に美意識を傾けた千利休の人生を描く歴史小説。山本は直木賞受賞後、連載していた『歴史街道』のインタビューで、利休好みの水指を見た時に匂い立つような優美さを感じ、わび・さびが持つ枯れたイメージや利休の人物像に疑問を持ったことが本作を執筆するきっかけになったと語っている。市川海老蔵主演で映画化され、2013年12月7日に公開された。

## あらすじ
天正19年〈1591年〉2月28日、茶人・千利休は、聚楽第内の屋敷に設えた一畳半の茶室で切腹の日を迎えた。妻・宗恩は、利休の胸の奥には長年秘めた想い人がいるのではないかと問いかける。利休は否定するが、彼の心に影を落とす女は確かにいた。彼が19の時に殺したその美しい高麗の女の形見である緑釉の香合を、利休は肌身離さず持ち続けていた。
物語は、利休本人と彼と関わりがあった人々の一人称で語られる短編形式で、利休切腹の当日から時をさかのぼり、利休の美学の根源は何かを探る形で描かれる空想ファンタジーとなっている。

## 登場人物
千利休（せん の りきゅう）
茶人。類い希な美的感覚の持ち主。秀吉の茶頭（さどう＝茶の湯を司る役）を長年務め、武力や金などの物欲では動かすことのできない「美」の深淵を理解させんとしたが、叶わなかった。
大徳寺が山門重層部寄進の礼として安置した利休の木像が不敬であり、また茶道具を法外な高値で売り、売僧（まいす＝商行為をする僧を罵る言葉）となりはてているとの言いがかりをつけられ、秀吉から切腹を命じられる。嘘でも頭を下げれば許すと伝えられるが、頑強に拒否し切腹に応じる。
宗恩（そうおん）
利休の妻。利休の唯一の理解者。
高麗の女
利休（当時は与四郎）が19歳の時に、堺の家に囚われていた美しい高麗の女。李王家の血を引く両班の娘。
豊臣秀吉（とよとみ ひでよし）
権勢を誇る関白。黄金の茶室や赤楽茶碗など、派手なしつらえや道具を見る時の、さも下賤だと言わんばかりの利休の高慢な顔つきが我慢ならない。
蒔田淡路守（まいた あわじのかみ）
利休の弟子。北野大茶会の奉行を務めた。利休の切腹の見届け役。利休の弟子の中では、最も秀吉の意を汲む。
尼子三郎左衛門（あまこ さぶろうざえもん）
利休の切腹の見届け役。
今井宗薫（いまい そうくん）
秀吉の現在の茶頭。堺の納屋衆の1人・今井宗久の息子。
上杉景勝（うえすぎ かげかつ）
上杉謙信の養子。弟子による奪還を防ぐため利休屋敷を包囲する。茶の湯の侘び数寄には疎い。
細川忠興（ほそかわ ただおき）
利休の弟子。妻のガラシャは、利休が美しいものに怯えているように見えたと話す。
古田織部（ふるた おりべ）
利休の弟子。利休に学びつつも一線を画し、大胆で雄渾な茶を心がけている。
石田三成（いしだ みつなり）
秀吉の腹心。宗陳が秀吉の弟・秀長に話を通しておいた木像の安置の件を、死人に口無しとばかりに難癖を付ける。
富田左近（とみた さこん）
利休の弟子。利休の堺への追放を、忠興に知らせた。
蒲生氏郷（がもう うじさと）
会津城主。利休の弟子で、秀吉に近い。
芝山堅物（しばやま けんもつ）
摂津の人。利休の弟子で、秀吉に近い。
細川幽斎（ほそかわ ゆうさい）
忠興の父。有職故実、能、音曲、料理など諸道に通じている。息子の茶の湯は所詮真似ごとで、創意がないと指摘する。
古渓宗陳（こけい そうちん）
大徳寺の禅僧。3年前に秀吉の怒りを買い、九州に配流されたが、利休のとりなしにより戻ることができた。利休は禅の弟子であるが、大檀越（だいだんおつ＝多額の寄進をしてくれる施主）でもある。
徳川家康（とくがわ いえやす） / 前田利家（まえだ としいえ） / 前田玄以（まえだ げんい）
大徳寺破却を伝える使者。
アレシャンドゥロ・ヴァリニャーノ
イエズス会東インド巡察師。天正遣欧使節を伴って日本に戻ると、秀吉により伴天連追放令が出されており、布教活動が苦境に追いやられる。ヨーロッパと正反対の美意識を持ち、文明から隔絶された辺境の地である日本の人々の蒙を啓くことに情熱を燃やす。
おさん
利休と先妻・たえの娘。炭小屋で首を吊る。利休の弟子でもある堺の万代屋（もずや）宗安に嫁いだが、子どもができず不仲だった。側女が男子を産み、家に入り大きな顔をするようになったため、ふさぎ込んでいた。
道安（どうあん）
利休の長男。先妻の子。茶頭八人衆の末席に名を連ねる。
少庵（しょうあん）
宗恩の連れ子。利休が側女のおちょうに生ませた娘・かめと結婚し婿養子になった。京の茶人たちの間では道安より評判が高い。
黄允吉（ホアン ユンギル）
朝鮮の使節。大徳寺で約7カ月待たされた挙げ句、服属を命じられ激昂する。
黒田官兵衛（くろだ かんべえ）
秀吉腹心の軍師。何年か土牢に幽閉されていたことがあり、脚を傷め、膝が曲がらなくなった。金と時間の浪費でしかない茶の湯を嫌っている。利休に一泡吹かせる方策を考えるよう秀吉に委ねられる。
山上宗二（やまのうえ そうじ）
北条氏直の茶頭。7年前まで茶頭として秀吉に仕えていたが、怒りを買って大坂城を放逐され、堺で営んでいた店「薩摩屋」と家屋敷を没収、摂津・河内・和泉の三国の出入りを禁じられ、氏直に仕えるまで流浪の身となっていた。
あめや長次郎（あめや ちょうじろう）
飴色の釉薬を使って焼き物を焼く瓦職人。利休から手に馴染む茶碗を焼いてほしいと依頼される。
おちょう
利休の妾。昔、白拍子をしていた。娘のかめは、宗恩の連れ子・少厳と結婚した。
たえ
利休の先妻。一男三女をもうけた。
武野紹鴎（たけの じょうおう）
利休の侘び茶の師。上顧客からの注文で高麗の貴人の娘を仕入れ、千家に預けていた。

## 映画
2013年12月7日公開。主演は十一代目 市川海老蔵で、19歳から69歳までの千利休を演じる。千利休の師匠・武野紹鴎役に、海老蔵の父である十二代目 市川團十郎が特別出演していたが、團十郎は2013年2月に肺炎で死去し、最後の親子共演作となった。第37回モントリオール世界映画祭最優秀芸術貢献賞受賞作。2014年9月12日から14日にかけてハリウッドで開催される映画祭「LA EigaFest 2014」で公式上映される。

### キャスト
- 千利休 - 市川海老蔵
- 宗恩 - 中谷美紀
- 武野紹鴎 - 市川團十郎
- 織田信長 - 伊勢谷友介
- 豊臣秀吉 - 大森南朋
- おさん - 成海璃子
- 高麗の女 - クララ
- 石田三成 - 福士誠治
- 山上宗二 - 川野直輝
- 細川忠興 - 袴田吉彦
- 細川ガラシャ - 黒谷友香
- 北政所 - 檀れい
- たえ - 大谷直子
- 長次郎 - 柄本明
- 千与兵衛 - 伊武雅刀
- 古渓宗陳 - 中村嘉葎雄
- 笠兼三、六平直政、松田賢二、まつむら眞弓、福本清三、峰蘭太郎　ほか

### 製作
2012年11月5日に東映京都撮影所でクランクインし、京都府や滋賀県を中心にオール関西ロケが行われた。撮影には表千家・裏千家・武者小路千家の三千家の協力も得られた。
主演の海老蔵は原作者である山本の希望で選ばれた。2014年、山本の死去に際して海老蔵が自身のブログで語ったところによれば、自分のイメージは利休役に合わないと思いオファーを断り続けていたが、山本は繰り返し手紙を送って説得し続け、海老蔵が暴行事件に巻き込まれた際も態度を変えなかった。こういった熱意に心を動かされたことや、原作を読みその利休像の情熱的な部分や、若い頃の放蕩息子であった姿などに、「そういうことか」と自身を重ねて納得し、出演を承諾した。海老蔵はこの作品で父との最後の共演が叶ったことなども含め、山本に感謝と哀悼の念を述べている。
なお、海老蔵が松竹配給以外の作品に出演するのは初めてである。海老蔵は幼い頃から茶道をたしなんでいたというが、人前で披露できるレベルに達するべく猛練習を積んだという。また、利休の妻・宗恩役の中谷美紀も、伊藤園の「お〜いお茶」のCMへの出演をきっかけに茶道に親しむようになり、本作に感慨深い思いを抱いているという。

#### スタッフ
- 監督 - 田中光敏
- 脚本 - 小松江里子
- 原作 - 山本兼一 『利休にたずねよ』（PHP文芸文庫）
- 音楽 - 岩代太郎
- 撮影 - 浜田毅
- 録音 - 松陰信彦
- 音響効果 - 柴崎憲治
- 助監督 - 濱龍也
- 衣装デザイン - 宮本まさ江
- 美術協力 - 三代山岡徹山（山岡徹）、細川護熙
- 茶道監修 - 熊倉功夫
- 利休人物考証 - 千宗屋
- 協賛 - 堺市
- 特別協賛 - EH
- 後援 - 伊藤園
- 協力 - 表千家、裏千家、武者小路千家
- プロデューサー - 森田大児、福島一貴、菅谷英智
- 協力プロデューサー - 天野和人
- 特別協力 - 松竹
- 製作者 - 白倉伸一郎、木下直哉、重村博文、間宮登良松、井澤昌平、林誠、菅野征太郎、羽白勝、近藤哲、吉川英作、清水卓智、伊藤隆範、香月純一
- 製作 - 「利休にたずねよ」製作委員会（東映、木下グループ、キングレコード、東映ビデオ、テレビ東京、東急エージェンシー、ギルド、テレビ大阪、クリエイターズユニオン、日本出版販売、PHP研究所、読売新聞社、東映チャンネル）
- 制作プロダクション - 東映京都撮影所
- 配給 - 東映

### 封切り
2013年12月7日に日本公開され、全国301スクリーンでの公開初週は全国映画動員ランキング（興行通信社調べ）で5位、土日2日間の成績は動員7万8,743人、興収8,690万7,700円を記録しているが、興収では同ランキング6位の『47RONIN』を下回った。ただし、3日目以降の平日も土日と同水準の成績を収め、9日間で累計動員29万6,496人、累計興収3億1,699万5,700円となっている。正月興行となる公開5週目のランキング（2014年1月6日発表）では、14位の前週から前週比224パーセントで10位に返り咲いた。

### 受賞歴
第37回モントリオール世界映画祭ワールドコンペティション部門にノミネートされ、最優秀芸術貢献賞を受賞した。同賞の受賞は、日本映画として23年ぶり3度目となる。映画祭の期間中の2012年9月1日（現地時間）には、モントリオール最古の教会でお茶会が開かれ、中谷が亭主を、監督の田中が半東を務め、2011年にモントリオールで初演された中谷主演の舞台『猟銃』の演出家フランソワ・ジラールらをもてなした。
第37回日本アカデミー賞では、吉田孝が最優秀美術賞を受賞したほか、以下の部門賞にノミネートされた。
- 優秀作品賞
- 優秀主演男優賞（市川海老蔵）
- 優秀助演女優賞（中谷美紀）
- 優秀音楽賞（岩代太郎）
- 優秀撮影賞（浜田毅）
- 優秀照明賞（安藤清人）
- 優秀録音賞（松陰信彦）
- 優秀編集賞（藤田和延）

### テレビ放送
市川海老蔵の主演時代劇『石川五右衛門』（『金曜8時のドラマ』で放送）開始を記念して、2016年10月10日の12:30 - 15:00（JST）で地上波初放送された（文字多重放送）。

## オーディオブック
2013年12月26日よりオトバンクのFeBe（フィービー）にてオーディオブック化された。朗読は茶川亜郎が担当した。